# Bataille de Port-Républicain
Révolution haïtienne
Batailles
Insurrections (1791-1793)
- Bois-Caïman
- Croix-des-Bouquets
- Morne Pelé
- 1re La Tannerie
- Port-au-Prince
- Le Cap-français

Interventions espagnoles et britanniques (1793-1798)
- 2e La Tannerie
- Marmelade
- Saint-Michel-de-l'Attalaye
- Ennery
- 3e La Tannerie
- Fort-Dauphin
- 1re Tiburon
- L'Acul
- La Bombarde
- 2e Tiburon
- Les Gonaïves
- Port-Républicain
- 1re Dondon
- Massacre de Fort-Dauphin
- Saint-Marc
- Léogane
- Saint-Raphaël
- Trutier
- 3e Tiburon
- 1re Verrettes
- Grande-Rivière
- Mirebalais
- Las Cahobas
- 2e Verrettes
- Petite-Rivière
- 2e Dondon
- 1re Les Irois
- Jean-Rabel
- 2e Les Irois

Guerre des couteaux (1799-1800)
- Jacmel

Expédition de Saint-Domingue (1802-1803)
- La Ravine-à-Couleuvres
- Kellola
- Plaisance
- La Crête à Pierrot
- Noyades du Cap-Français
- Port-au-Prince
- Vertières
- Massacres de 1804 en Haïti

La bataille de Port-Républicain se déroula pendant la révolution haïtienne.

## Prélude
Le 30 mai 1794, une flotte britannique vient mouiller dans la baie de Port-au-Prince, rebaptisée par les révolutionnaires Port-Républicain afin d'attaquer cette ville. La flotte, forte de quatre navires de ligne ; les HMS Europa, Belliqueux, Irresistible et Sceptre, accompagnés par quelques frégates, corvettes et bricks est commandée par l'amiral Ford et transporte 1 465 soldats sous les ordres du brigadier-général John Whyte.
Port-Républicain, n'a que 800 soldats pour se défendre commandés par Hugues Brisset de Montbrun de Pomarède. Ce dernier n'a cependant pas la confiance des commissaires Sonthonax et Polverel aussi est-il remplacé par Martial Besse, un homme de couleur.
Le 31 mai le général Whyte envoie un parlementaire sur un canot mais il est repoussé près du fort Ilet, sur ordre des commissaires. Les Anglais commencent l'attaque, sur ordre du général Whyte, deux colonnes arrivaient en renfort pour attaquer la ville par les terres. La première, partie de Léogâne, forte de 1 000 hommes sous les ordres du baron de Montalembert ; la seconde venue de l'Arcahaie, commandée par Lapointe et d'Hanus de Jumécourt avec 1 200 hommes. Les navires débarquent également les troupes qu'ils transportaient; 1 465 hommes, parmi lesquels des régiments émigrés qui viennent d'être envoyés dans les Antilles ; le régiment de Hompesch, les hussards du régiment de Rohan et les Uhlans de Bouillé.

## La bataille
Le 1er juin, à onze heures, la frégate HMS Penelope attaque le fort Touron, tandis que le HMS Belliqueux et le HMS Sceptre attaquent le fort Bizoton défendus par des soldats de la légion de l'Ouest commandés directement par Monbrun qui dispose de cinq canons et deux mortiers. Couverts par leurs navires 800 soldats européens commandés par le colonel Spencer débarquent au Lamantin. Les tirs s'interrompent à 6 heures du soir, à la suite d'une pluie intensive, cependant le capitaine Daniel à la tête de 60 grenadiers marche pendant la nuit sur le fort Bizoton où des transfuges lui ouvrent les portes. Surpris le commandant Montbrun est sommé de se rendre par le capitaine Daniel, mais il répond en lui tirant une balle dans la tête. Bientôt le colonel Spencer arrive en renfort et engage le combat à la baïonnette. Monbrun est blessé à la main, et les Républicains, inférieurs en nombre, finissent par se replier sur la ville.
Dans l'après-midi du 2 juin, 200 Anglais commandés par le colonel Hampfield débarquent à la Saline et s'emparent du fort Touron à la suite du retournement de la garnison composées d'hommes de la légion des Régénérés qui décident de changer de camp. Une partie de la population blanche se soulève alors en faveur des Anglais d'autres prennent la fuite et se réfugient au fort Joseph ou sur les navires. Sonthonax et Étienne Polverel décident finalement de se replier sur la Charbonnière à quatre lieues de la ville, dénonçant la trahison des anciens libres, de toutes couleurs. Les commissaires sont rejoints le 3 juin par le général Beauvais avec la légion de l'Ouest, forcé d'évacuer Croix-des-Bouquets face à la pression anglaise. Martial Basse reste dans la ville avec les éléments de la légion des Régénérés encore fidèle, mais plusieurs de ceux-ci préfèrent s'adonner au pillage plutôt que de se battre. L'offensive britannique est un moment arrêtée à cause du mauvais temps. Le 5 juin, le lieutenant-colonel Blaise, de la légion de l'Ouest, livre le fort Joseph aux Anglais.
Maîtres des forts, les Anglais entrent dans la ville et tirent sur plusieurs habitants qu'ils croisent. Dans la soirée, un royaliste français, nommé Béranger, de la légion de Montalembert, dresse une liste de 30 planteurs républicains qui sont capturés. Il en tue plusieurs de sa main au fort Joseph, mais le général Whyte, informé, interrompt le massacre et condamne le responsable. Ce dernier prend la fuite et devait mourir noyé quelque temps après. Selon le bulletin britannique, les pertes des assiégeants sont de 8 tués et 8 blessés, parmi lesquels cinq hommes de la frégate HMS Hermione.